# Bryce McGowens
Bryce Alexander McGowens (ur. 8 listopada 2002 w Pendleton) – amerykański koszykarz, występujący na pozycji rzucającego obrońcy, obecnie zawodnik Charlotte Hornets.
W 2021 wystąpił w meczach gwiazd amerykańskich szkół średnich − Jordan Brand Classic, Allen Iverson Roundball Classic. Został też wybrany najlepszym zawodnikiem szkół średnich stanu Karolina Południowa (South Carolina Mr. Basketball, South Carolina Gatorade Player of the Year).

## Osiągnięcia
Stan na 17 września 2023, na podstawie, o ile nie zaznaczono inaczej.
NCAA
- Uczestnik rozgrywek NCAA Final Four (2022)
- Najlepszy nowo przybyły zawodnik konferencji Big 10 (2022)
- Zaliczony do:
  - I składu najlepszych pierwszorocznych zawodników Big Ten (2022)
  - III składu Big Ten (2022)
- Najlepszy pierwszoroczny zawodnik tygodnia Big Ten (15.11.2021, 29.11.2021, 20.12.2021, 31.01.2022, 7.02.022, 14,02.2022, 21.02.2022, 7.03.2022)